# Spiegelhof (Magdeburg)

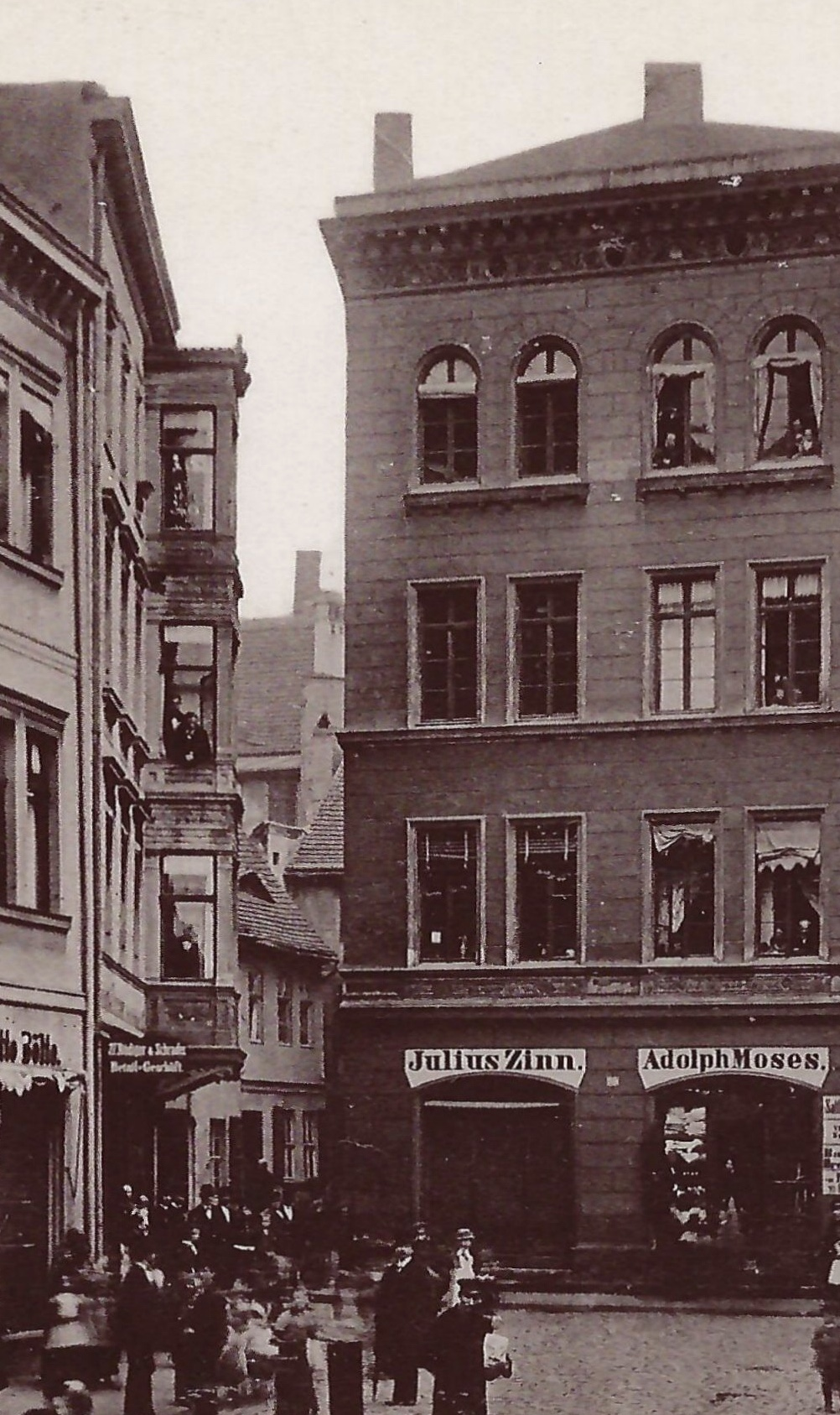
Blick von Westen in den Spiegelhof (links im Hintergrund), rechts Haus Spiegelbrücke 26; links die Nummern 27 und 28

Der Spiegelhof war eine kurze Straße in Magdeburg im heutigen Sachsen-Anhalt. Mit einer Veränderung des Verlaufs der Jakobstraße im Jahr 1886 wurde der Spiegelhof aufgegeben und seine Bebauung abgerissen.

## Lage und Verlauf
Die Straße befand sich in der Magdeburger Altstadt. Sie begann ursprünglich nördlich des Magdeburger Rathauses, wo sie zwischen den Hausnummern 26 und 27 von der Spiegelbrücke nach Nordosten abging. 
Die Hausnummerierung verlief von der Nummer 1 am östlichen Ende aus, auf der Nordseite nach Westen bis zur Nummer 3. 
Heute befindet sich an der Stelle des ehemaligen Spiegelhofs die Freifläche nördlich des Rathauses mit einem dort befindlichen Parkplatz und der nördlich angrenzenden Grünfläche.

## Geschichte
Die kleine Sackgasse wurde wohl 1479 und 1500 als Spiegelbrücken-Horn erwähnt. Der Name und auch die spätere Bezeichnung als Spiegelhof nahm Bezug auf die bereits 1284 erwähnte Spiegelbrücke, deren Name auf das etwas weiter südlich gelegene Haus Zu den drei Spiegeln zurückging. In der Zeit um 1700 wurde der kleine Platz als Schweinemarkt, 1711 als Viehmarkt bezeichnet. Von 1730 bis um 1820 war der Name Schweinewinkel gebräuchlich. Ab etwa 1820 hieß die Gasse Spiegelhof. 1886 wurde die Jakobstraße, die bis dahin von Norden kommend nur bis zur Peterstraße ging, weiter nach Süden verlängert. Sie führte dann nördlich am Rathaus vorbei und mündete auf den Alten Markt. Im Zuge dieses veränderten Verlaufs wurde die Bebauung des westlichen Teils der Spiegelbrücke und auch des kleinen Spiegelhofs abgerissen. Der Bereich gehörte seit dem zur Jakobstraße. 

## Historische Häuser des Spiegelhofs
| Hausnummer | Name            | Bemerkungen | Gewerbliche Nutzung vor der Zerstörung | Bild |
| ---------- | --------------- | --- | -------------------------------------- | ---- |
| 1          |                 | Das Grundstück gehörte lange als Hinterhaus zur Spiegelbrücke 21. |                                        |      |
| 2          |                 | 1631 gehörte das Haus Heinrich Straube (auch Struve). Er bebaute das Grundstück bis 1636 nach der Zerstörung Magdeburgs von 1631 neu und wird auch noch 1651 als Eigentümer genannt. 1652 und 1659 gehörte es seiner Witwe. Im Jahr 1683 war der Bildhauer Tobias Wilhelmi senior Eigentümer. Sein Sohn, Bildhauer Tobias Wilhelmi junior, veräußerte das Haus 1702 für 165 Taler an den Bierspünder Nikolaus Andrecke, der es seinerseits 1707 für 180 Taler an den Arbeiter Christian Meyrath (auch Meieran) verkaufte. Bis 1723 gehörte es dann Heinrich Kiekebusch. |                                        |      |
| 3          | Zur hohen Heide | Zum Grundstück gehörte als Hinterhaus das Gebäude Hauptwache 3c. 1629 und 1631 war Johann Goldmann als Eigentümer eingetragen. Im Jahr 1652 verkauften seine Erben die Stätte für 200 Taler an den Zimmermeister Erhard Lindner, der sie bis 1655 bebaute. Von ihm erbte es 1672 sein Schwiegersohn, der Bildhauer Tobias Wilhelmi senior. Wilhelmi verstarb 1691 und vererbte es seinem Sohn Tobias Wilhelmi junior, der es 1705 an den Lohgerber Valentin Gröper für 600 Taler verkaufte. Eine letzte Erwähnung Gröpers ist für das Jahr 1718 überliefert.            |                                        |      |